# I Paid Hitler

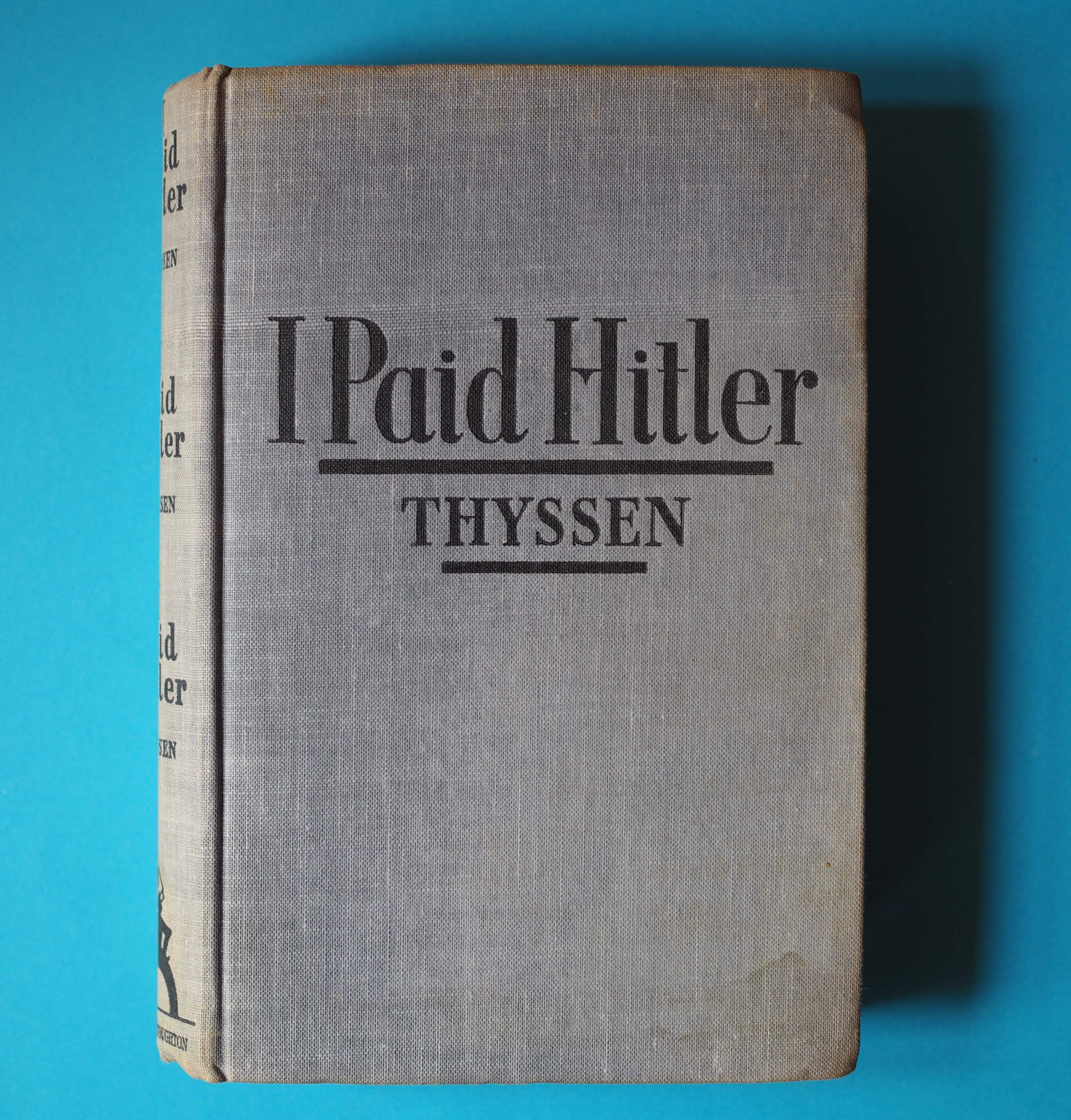
Bucheinband

I Paid Hitler (Ich bezahlte Hitler) ist die Autobiografie von Fritz Thyssen. Herausgeber ist Emery Reves, als Übersetzer wird César Saerchinger genannt. Umstritten ist die Frage, wie authentisch diese Memoiren sind, wieweit sich Thyssen an zurückliegende Sachverhalte erinnerte und wie ehrlich er die Details angab. 

## Entstehungsgeschichte
Die Familie Thyssen zählte zu den reichsten Familien der Welt und war die reichste Familie in Deutschland. Fritz Thyssen zählte zu den Bewunderern Hitlers, und es heißt, Thyssen habe Hitler auch die Rede vor dem Düsseldorfer Industrie-Club im Januar 1932 ermöglicht. Eine Geldspende Thyssens und anderer Industrieller ermöglichte der NSDAP im Mai 1930 den Kauf des Palais Barlow für 805.864 Goldmark. Während die meisten Spender anonym blieben, machten sich nur „Einzelgänger wie Fritz Thyssen und Emil Kirdorf (...) nichts daraus, sich öffentlich mit der NSDAP zu identifizieren.“
Fritz Thyssen war am 2. September 1939 nach dem Abschluss des Hitler-Stalin-Pakts in die Schweiz geflohen. Von dort aus floh er nach Südfrankreich und veröffentlichte im April 1940 im US-amerikanischen Magazin Life Briefe an Adolf Hitler und Hermann Göring, die er nach seiner Flucht geschrieben hatte. Reves trug den Vorschlag an Thyssen heran, seine Erfahrungen in Buchform zu verschriftlichen. Es kam zu einer Zusammenarbeit.
Im Juni 1940 erfolgte die Kapitulation Frankreichs. Fritz Thyssen und seine Frau Amélie Thyssen wurden Ende 1940 vom Vichy-Regime an das Deutsche Reich ausgeliefert. Reves floh nach London. Reves schrieb im Vorwort des Buchs, etwa die Hälfte des Buchs sei von Thyssen gegengelesen und korrigiert worden, die andere Hälfte veröffentlichte er unkorrigiert. Reves beschrieb später, er habe in den Monaten April und Mai 1940 drei Wochen in Monte Carlo mit Thyssen zusammengearbeitet. Den Beschluss zur Veröffentlichung habe er gefasst, nachdem er über ein Jahr lang ohne Nachricht von Thyssen gewesen sei.
Das Buch wurde im Entnazifizierungsverfahren nach dem Kriege gegen Thyssen als Beweismittel verwendet. Thyssen sagte in den Prozessen aus, das Buch sei von ihm nicht autorisiert worden, jedoch deckten sich einige Informationen mit denen aus dem Buch. Er habe es nicht gelesen. Er habe mit Reves und einer Hilfskraft bei seinem Aufenthalt in Monte Carlo im Frühjahr 1940 vier oder fünf Interviews gewährt. Insgesamt habe er nur etwa zehn Seiten des Manuskripts gegenlesen können. Der vernommene Reves präzisierte hingegen, das Vorwort und elf der insgesamt 19 Kapitel seien von Thyssen durchgesehen worden.

## Auflagen
Die erste Auflage des Werks erschien in englischer Sprache 1941 beim Verlag Farrar and Rinehart mit 281 Seiten und im Verlag Hodder and Stoughton mit 316 Seiten. Sie wurde in den folgenden Jahren unter anderem ins Spanische (Yo financié la ascensión de Hitler, 1942), Schwedische (Jag betalade Hitler, 1942, übersetzt von Alf Ahlberg), Portugiesische (Eu financiei Hitler, 1942, übersetzt durch Erico Verissimo; Eu paguei a Hitler, 1945, übersetzt von Carlos Ferrão) und Niederländische (Ik financierde Hitler, 1947, übersetzt von G. Borg) übertragen.

## Authentizität
Der Gerichtshof in Königstein kam zu dem Schluss, das Buch sei „offenbar weder eine freie schriftstellerische Schöpfung des Herausgeber Reves, noch ein vom Betroffenen in allen Teilen wörtlich verfasster autobiographischer Bericht“.
Unter anderem der Historiker Henry Ashby Turner ging später der Frage nach der Authentizität des Buchs auf den Grund und überprüfte dabei auch die soweit vorhandenen Originalmanuskripte in teils französischer und deutscher Sprache, die von Reves und Paul Ravoux angefertigt worden waren. Ein Teil von ihnen war von Thyssen korrigiert worden.
Turner interessierte sich insbesondere für Thyssens Verhältnis zu den Nationalsozialisten. Er kommt zu dem Schluss: „So fühlt man sich schließlich nicht ohne Grund genötigt, selbst daran zu zweifeln, daß es irgendeine solide Basis für die von Thyssen aufgestellte Behauptung gibt, er habe persönlich eine Million Mark an die NSDAP gezahlt.“ Turner nimmt einen Betrag an, der unter der genannten Zahl liegt, zieht aber auch in Betracht, dass Thyssen die Spendensummen bewusst niedriger ansetzte, um weniger belastet zu wirken.